# Fausto (cầu thủ bóng đá)
Fausto José Tomás Lúcio (sinh ngày 12 tháng 1 năm 1985) là một cầu thủ bóng đá người Bồ Đào Nha thi đấu ở vị trí tiền vệ phòng ngự cho Louletano.

## Sự nghiệp câu lạc bộ
Anh khởi đầu sự nghiệp cùng với đội bóng Portuguese Second Division Louletano. Anh có 74 lần ra sân và 1 bàn thắng cho câu lạc bộ Bồ Đào Nha trước khi gia nhập Ayia Napa. Anh ký hợp đồng cho Al Shorta SC ở Iraq năm 2014 nhưng bị giải phóng gần như ngay lập tức khi huấn luyện viên Mohamed Youssef không ấn tượng về màn trình diễn của anh trong lúc tập luyện.